# Vincenzo Vinciguerra
Vincenzo Vinciguerra es un italiano de extrema derecha, antiguo miembro del grupo fascista Avanguardia Nazionale que fue fundado por Stefano Delle Chiaie. Tomó parte importante en la llamada "estrategia de la tensión", y en la actualidad está encarcelado de por vida e identificado como un terrorista por la justicia italiana en relación con el atentado de Peteano de 1972 cuando una bomba mató a tres policías. Durante mucho tiempo  las Brigadas Rojas fueron falsamente acusadas por la derecha italiana, que gobernaba el país, de haber cometido el atentado, con el fin de intentar desacreditar a las fuerzas de izquierda. Vincenzo Vinciguerra tuvo un importante papel en los juicios que investigaban la matanza de Bolonia en 1980 (perpetrada por fascistas italianos ayudados por los servicios secretos italianos), Vinciguerra declaró que una "estructura secreta" anticomunista, "dentro del Estado mismo", había dado una dirección estratégica a los atentados perpetrados desde el de Peteano en 1972. También explicó como el SISMI, los servicios secretos de la inteligencia militar italiana, le habían ayudado a huir a España después de la matanza de Peteano. Declaró al periódico inglés The Guardian que los grupos terroristas fascistas como Avanguardia Nazionale u Ordine Nuovo habían estado movilizados en una estrategia anticomunista orquestada y cuyas órdenes venían del centro del poder mismo, y en particular de la  OTAN. Con el tiempo estas declaraciones fueron confirmándose, sobre todo después de las revelaciones del primer ministro Giulio Andreotti en 1990 acerca de la Operación Gladio y los vínculos con la OTAN y la CIA.

## Asesinato de Carlos Prats en 1974
Junto a Stefano Delle Chiaie, Vincenzo Vinciguerra testificó en Roma en diciembre de 1995 en el juicio instruido por la jueza argentina María Servini de Cubría contra Enrique Arancibia Clavel, un agente de la DINA chilena juzgado por crímenes contra la humanidad en 2004 y Michael Townley, espía estadounidense de la CIA, por su implicación en el asesinato del General chileno Carlos Prats en Buenos Aires en 1974.